# Легендарная тачанка

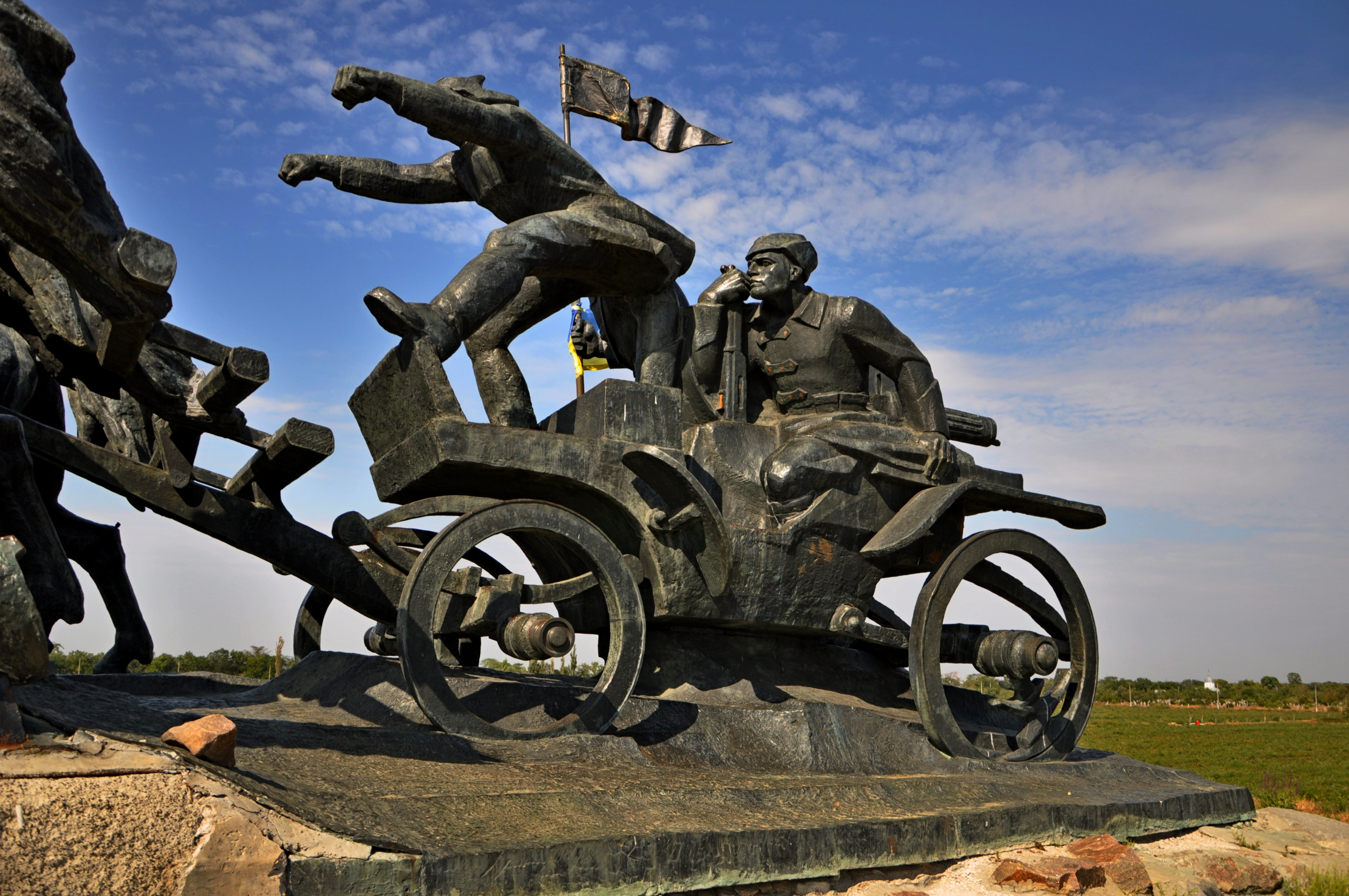
Легендарная тачанка

Легендарная тачанка — монумент (памятник), воздвигнутый в честь 50-летия Великой Октябрьской социалистической революции, посвящённый боям на Каховском плацдарме в годы Гражданской войны.
Расположен в Херсонской области Украины, в городе Каховка. Монумент также называется «Памятник тачанке», так как во времена Гражданской войны в СССР тачанка получила широкое применение в конных войсках Красной Армии.

## История
Идея создания такого памятника созрела в середине 1950-х годов. В 1956 году был отлит чугунный макет — прообраз будущей «Легендарной тачанки», который стал экспонатом в музее Каховки. Позже посетившие город скульпторы Л. Родионов, Ю. Лоховинин, Л. Михайлёнок и архитектор Е. Полторацкий создали проект памятника.
Авторскую группу монумента консультировал С. М. Будённый.
В июле-августе 1967 года готовый памятник в разобранном виде (отдельными пронумерованными частями) на мощных грузовиках был доставлен из Ленинграда в Каховку. Бронзовый монумент весил более 60 тонн и транспортировался по путепроводу Каховской ГЭС с особой осторожностью. Монтировочные работы проводились на уже подготовленном кургане в степи под Каховкой — рядом с памятным знаком на месте командного пункта маршала СССР Василия Блюхера. Открытие памятника состоялось 27 октября 1967 года.
В 1969 году авторский коллектив, который работал над памятником на ленинградском заводе «Монументскульптура», был удостоен Государственной премии СССР.

## Интересные факты
- В городе Каховка с 2007 по 2014 год проходил международный мотофестиваль «Тачанка»[укр.].
- В городах Каховка и Новая Каховка проводится велогонка «Легендарная Тачанка»[3][4].
- Неизвестными вандалами у крайней левой лошади была отпилена половина задней ноги. Также выпилено квадратное отверстие в бронзовом полу.[источник не указан 387 дней]
- Директор Института национальной памяти Антон Дробович в декабре 2019 года потребовал ликвидировать монумент как символ тоталитарного режима[5].

## Изображения на конвертах

Тачанка на почтовых конвертах СССР
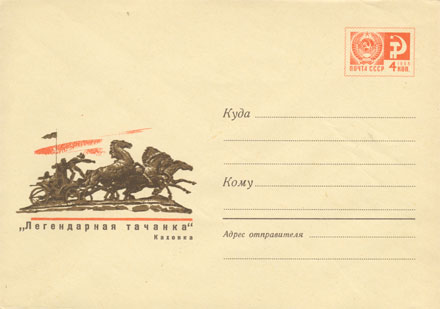
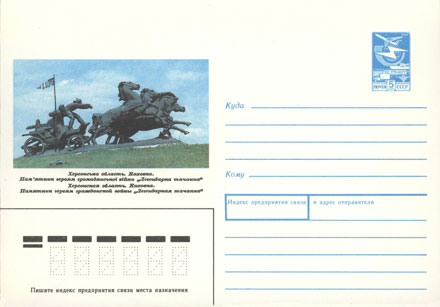